# Gerry Armstrong
Gerard "Gerry" Joseph Armstrong, född 23 maj 1954 i Fintona, är en nordirländsk före detta fotbollsspelare. Han var med i VM 1982 där han var den britt som gjorde flest mål i turneringen.

## Spelarkarriär

### Klubblag
Gerry Armstrong supportade Leeds United som ung, men när han flyttade från Nordirland för spel i England blev hans klubbadress Tottenham Hotspur. Han gjorde sin debut i Tottenhams förlustmatch mot Ipswich Town 21 augusti 1976, och gjorde 10 mål på 84 ligamatcher i klubben.
I november 1980 åldes Armstrong till division två laget Watford som han hjälpte att spela upp till förstadivisionen för första gången. Han gjorde även Watfords första mål någonsin i högstaligan. I augusti 1983 skrev Armstrong på för La Liga-laget Real Mallorca, där han gjorde 13 mål på 55 ligamatcher. Sejouren i Spanien blev bara tvåårig då han av andra klubbars fans ofta hånade honom som följd av att han i VM 1982 sköt segermålet i matchen mellan Nordirland-Spanien.
Gerry Armstrong återvände till engelsk fotboll sommaren 1985 då han skrev på för West Bromwich Albion. I januari året efter blev han utlånad till Chesterfield, där övergången gjordes permanent i mars 1986. I sin debut gjorde han Chesterfields enda mål i 1-3-förlusten mot Brentford. I augusti 1986 flyttade han vidare till Brighton & Hove Albion, där han gjorde 47 ligamatcher och 6 mål. Han blev även utlånad till Millwall under 1987. Han spelade även i Crawley Town, Glenavon och Bromley innan han avslutade sin karriär.

### Landslag
Armstrong gjorde sin debut för Nordirland i april 1976 när Västtyskland vann med 5-0. Under VM 1982 så gjorde Armstrong Nordirlands mål i 1-1-matchen mot Honduras, samt segermålet mot hemmanationen Spanien. Nordirland gick vidare till det andra gruppspelet, där Armstrong även gjorde Nordirlands enda mål i 1-4-förlusten mot Frankrike.
Gerry Armstrong var även med i Nordirlands trupp till VM 1986.

### Internationella mål
| Nr | Date             | Venue               | Opponent  | Score | Result | Competition            |
| -- | ---------------- | ------------------- | --------- | ----- | ------ | ---------------------- |
| 1  | 16 november 1977 | Belfast, Nordirland | Belgien   | 1-0   | 3-0    | Kval till VM 1978      |
| 2  | 16 november 1977 | Belfast, Nordirland | Belgien   | 3-0   | 3-0    | Kval till VM 1978      |
| 3  | 29 november 1978 | Sofia, Bulgarien    | Bulgarien | 1-0   | 2-0    | Kval till EM 1980      |
| 4  | 2 maj 1979       | Belfast, Nordirland | Bulgarien | 2-0   | 2-0    | Kval till EM 1980      |
| 5  | 21 november 1979 | Belfast, Nordirland | Irland    | 1-0   | 1-0    | Kval till EM 1980      |
| 6  | 29 april 1981    | Belfast, Nordirland | Portugal  | 1-0   | 1-0    | Kval till VM 1982      |
| 7  | 18 november 1981 | Belfast, Nordirland | Israel    | 1-0   | 1-0    | Kval till VM 1982      |
| 8  | 21 juni 1982     | Zaragoza, Spanien   | Honduras  | 1-0   | 1-1    | VM 1982                |
| 9  | 25 juni 1982     | Valencia, Spanien   | Spanien   | 1-0   | 1-0    | VM 1982                |
| 10 | 4 juli 1982      | Madrid, Spanien     | Frankrike | 1-3   | 1-4    | VM 1982                |
| 11 | 22 maj 1984      | Swansea, Wales      | Wales     | 1-1   | 1-1    | Brittiska mästerskapet |
| 12 | 14 november 1984 | Belfast, Nordirland | Finland   | 2-1   | 2-1    | Kval till VM 1986      |

## Tränarkarriär
I november 1991 blev Gerry Armstrong utsedd till amatörlaget Worthings manager, som han ledde till uppflyttning 1993. 1994 blev han assisterande tränare till Bryan Hamilton för det Nordirländska landslaget. Han lämnade sitt uppdrag 1996 men blev åter assisterande tränare i landslaget under Lawrie Sanchez 2004.

## Meriter
Nordirland
- Brittiska mästerskapet: 1980, 1984